# Forat del Serpent
El Forat del Serpent, és un cova del terme municipal de la Pobla de Segur, al Pallars Jussà.
Es troba a l'extrem nord de la comarca i del terme municipal, a la dreta de la Noguera Pallaresa, damunt -oest- de la boca nord del túnel de Collegats, ben bé al límit de la comarca.